# Jean Delhaye
Jean Robert Emile Delhaye (* 25. Februar 1921 in Lourches; † 2. April 2001 in Paris) war ein französischer Astronom und Wissenschaftsmanager.

## Leben
Nach Studien in Valenciennes, Rennes und Paris erwarb er den Doktorgrad 1950 mit einem Thema aus der Stellardynamik.
Von 1943 bis 1957 war er am Pariser Observatorium tätig, dessen damaliger Direktor André Danjon auch seine Doktorarbeit betreut hatte. 1957 bis 1964 leitete er das Observatoire de Besançon; in dieser Zeit baute er auch wissenschaftliche Kontakte nach Brasilien auf und war beim Ausbau der dortigen astronomischen Forschung behilflich.
1964 kehrte er ans Pariser Observatorium zurück, dessen Direktor er von 1967 bis 1971 war. 1971 verließ er das Pariser Observatorium, um bis 1979 das neue Institut National d’Astronomie et de Géophysique (INAG) des CNRS zu leiten, bis zu seiner Pensionierung 1987 war er wieder am Pariser Observatorium tätig.
Delhayes Forschung befasste sich hauptsächlich mit Fragen der stellaren Astronomie, Astrometrie, Stellardynamik und Struktur der Milchstraße. Als Wissenschaftsmanager war er maßgeblich an der Realisierung von Projekten wie dem Centre de Données astronomiques de Strasbourg, dem Hipparcos-Satelliten, dem Canada-France-Hawaii Telescope und IRAM beteiligt.
Seit 1964 war er korrespondierendes Mitglied der Académie des sciences.

## Auszeichnungen
- 1982 Karl-Schwarzschild-Medaille
- 1987 Jules-Janssen-Preis